# Мулга
Мулга (Pseudechis australis) — отруйна змія з роду Чорні змії родини Аспідові. Інша назва «коричневий король».

## Опис
Загальна довжина коливається від 2,5 до 3 м. Має широку голову й гладеньке рило. Тулуб сильний, кремезний, м'язистий. В залежності від місця існування забарвлення може бути від світло-коричневого (якщо вона мешкає у теплому кліматі) і до дуже темного, майже чорного (у холодніших районах).

## Спосіб життя
Полюбляє ліси, зокрема тропічні, луки, пасовища, пустелі, глибокі тріщини. Активна як вдень, та к й вночі. Ховається у залишених норах. Харчується зміями, зокрема отруйними, ящірками, жабами, а також птахами й ссавцями. Їх організм добре пристосований перетравлювати інших отруйних змій, отрута для мулги не є небезпечною.
Це яйцекладна змія. Самиці відкладають 8—20 яєць. Після цього більше не піклується про яйця. Через 2—3 місяці з'являються молоді змії.

## Отруйність
Це одна з найбільших змій й третя за отруйності у світі. Отрута має нейротоксичну властивість. Вона виробляє та вприскує при укусі дуже велику кількість отрути. За один укус мулга може виділити 150 мг отрути.

## Розповсюдження
Мешкає практично по всій території Австралії — уся північна й велика частина західної території материка. Їх можна знайти у всіх штатах, за винятком Вікторії та Тасманії. Також зустрічається у західній частині острова Нова Гвінея.